# Die Familienpyramide
Die Familienpyramide (Originaltitel: L’Été prochain) ist ein französisches Filmdrama von Nadine Trintignant aus dem Jahr 1985. 

## Handlung
Jeanne Severin hat gerade ihr sechstes Kind zur Welt gebracht, als sie sich entschließt, ihren Ehemann Edouard zu verlassen. Dieser ist zwar ein guter Vater, jedoch ein lausiger Ehemann, der eine Geliebte nach der anderen hat. Die älteste Tochter Dina hat ebenfalls eheliche Probleme. Sie ist mit dem Schriftsteller Paul verheiratet, der ihre Erwartungen nicht erfüllen kann, weshalb sie sich permanent streiten. Dinas jüngere Schwester Sidonie ist eine talentierte Konzertpianistin, die vor jedem Auftritt unter krankhaftem Lampenfieber leidet und aus Frust überstürzt heiratet.
Die Familie droht schließlich auseinanderzubrechen. Als Edouard, der inzwischen allein lebt, eine Gehirnblutung erleidet und für eine entsprechende Operation in ein Krankenhaus an der Côte d’Azur eingewiesen wird, kommt die Familie erneut zusammen, um Edouard beizustehen. Jeanne und die Kinder mit ihren jeweiligen Ehepartnern mieten sich in einem nahegelegenen Landhaus ein, wo sie sich miteinander aussprechen und aus Solidarität wieder näher zusammenrücken.

## Hintergrund
Das Thema Familie spielte nicht nur im Film, sondern auch hinter den Kulissen eine Rolle. Regisseurin und Drehbuchautorin Nadine Trintignant war bis 1978 mit Jean-Louis Trintignant, einem der Hauptdarsteller des Films, verheiratet. Die gemeinsame Tochter Marie Trintignant spielte ebenfalls mit. Auch Serge Marquand und Christian Marquand, die Brüder der Regisseurin, die als Nadine Marquand zur Welt kam, sind in Nebenrollen zu sehen. Produzent Alain Sarde ist zudem der Bruder von Komponist Philippe Sarde, der die Filmmusik beisteuerte. 
Die Familienpyramide wurde am 9. Januar 1985 in Frankreich uraufgeführt und im Oktober 1985 auch beim Chicago International Film Festival vorgestellt. Im deutschen Fernsehen wurde der Film erstmals am 4. März 1988 auf DFF 1 gezeigt.

## Kritiken
„Um Liebe, Eifersucht und Familiensinn kreisende, zähflüssige und unausgereifte Großfamiliensaga“, befand das Lexikon des internationalen Films. Zwar sei der Film mit erstklassigen Schauspielern besetzt und voller „stimmungsvoller Bilder“, doch „gelingt nur selten eine überzeugende Charakterisierung der Personen, ihrer Handlungen und Motivationen“. Der Film sei größtenteils „konventionell romantischer Sirup“, meinte auch Variety, doch seien die schauspielerischen Darbietungen „herzig und einnehmend“.
Andere Kritiker waren der Ansicht, Nadine Trintignant habe mit Die Familienpyramide einen „eleganten und emotionalen französischen Film geschrieben und inszeniert“. Die Darbietungen der „talentierten Besetzung“ seien sehenswert, das Finale hebe die Stimmung.

## Deutsche Fassung
Eine deutsche Synchronfassung entstand 1987 im DEFA-Studio für Synchronisation in Ost-Berlin unter der Dialogregie von Dagmar Nawroth.
| Rolle         | Darsteller             | Synchronsprecher         |
| ------------- | ---------------------- | ------------------------ |
| Edouard       | Philippe Noiret        | Erik S. Klein            |
| Jeanne        | Claudia Cardinale      | Barbara Dittus           |
| Paul          | Jean-Louis Trintignant | Jan Spitzer              |
| Sidonie       | Marie Trintignant      | Arianne Borbach          |
| Jude          | Jérôme Anger           | Frank Lienert-Mondanelli |
| Farou         | Pierre-Loup Rajot      | Bernd Eichner            |
| Pauls Nachbar | Hubert Deschamps       | Wolfram Handel           |
| Pierre        | Christian Marquand     | Wolfgang Greese          |